# غيرهارد كونتشر

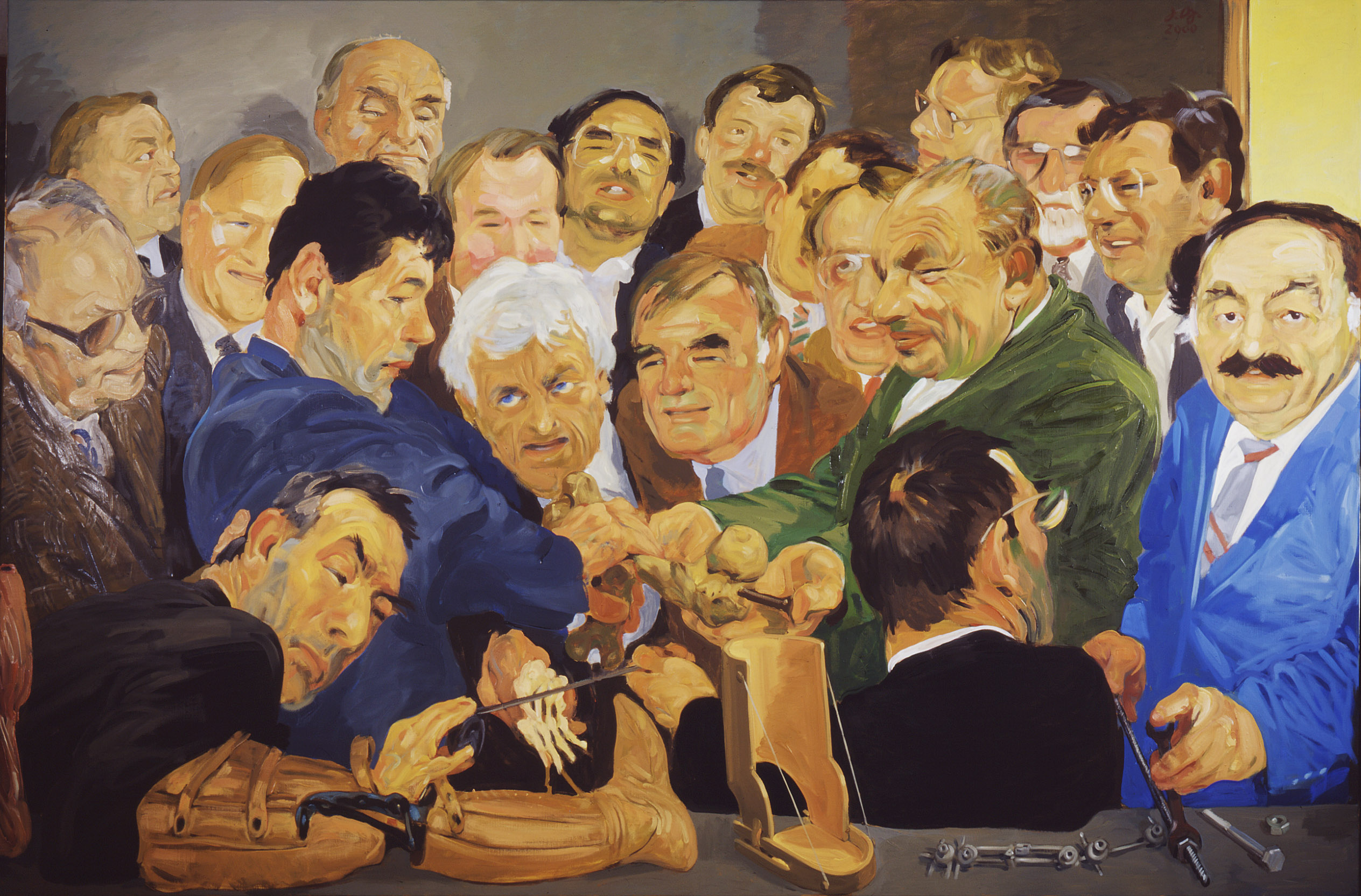
جدارية من مستشفى الإصابات بمدينة هامبورغ الألمانية، يظهر فيها كونتشر (بالسترة الخضراء) مع عدد من رواد جراحة الإصابات، من بينهم السوفييتي غافرييل إليزاروف (بالسترة الزرقاء أقصى يمين الصورة)

غيرهارد كونتشر ( بالألمانية Gerhard Küntscher) (ولد في زفيكاو سنة 1900 وتوفي سنة 1972) هو جراح عظام ألماني هو أول من أدخل استخدام المسمار النخاعي في علاج كسور العظام.

## ابتكاره للمسمار النخاعي

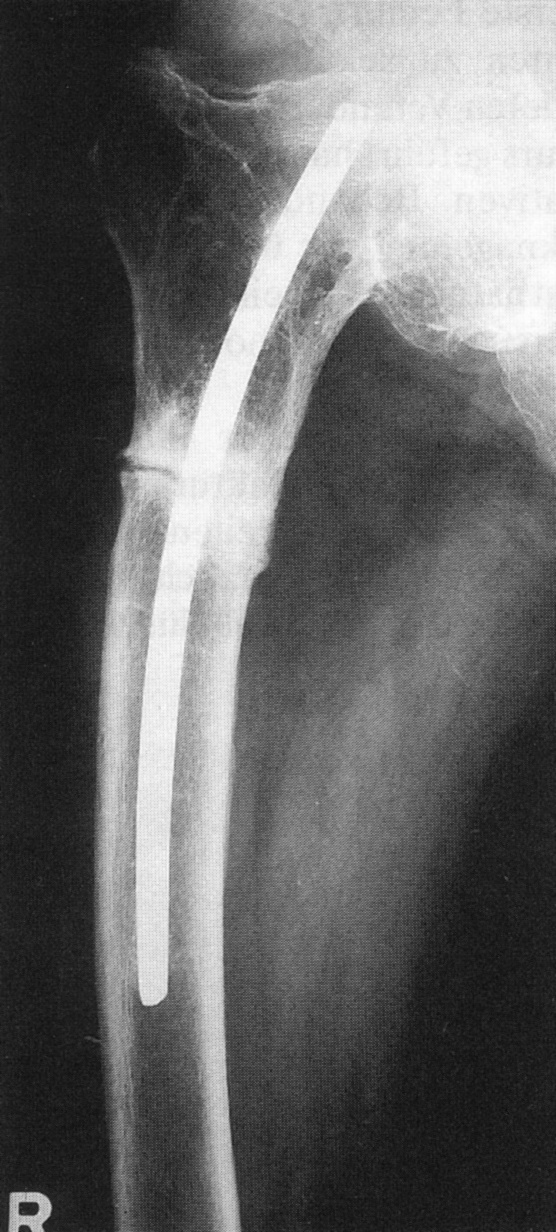
صورة أشعة ترجع إلى سنة 1947، يظهر فيها مسمار كونتشر استخدم في علاج كسر بأعلى عظمة الفخذ اليمنى لسيدة في التاسعة والسبعين من العمر

أجرى كونتشر ـ الذي كان أستاذاً بجامعة كييل ـ أول عملية لتركيب مسماره النخاعي سنة 1939 في قسم الجراحة بمستشفى جامعة هامبورغ. وقد قوبل مسمار كونتشر النخاعي في البداية بالرفض من جانب الجيش الألماني وأيضاً من جانب جراح العظام الألماني الرائد لورنتس بوهلر (1885 ـ 1973) الذي انتقد هذا الابتكار بشدة، فقام بين عامي 1943 و1944 بتعليم الجراحين الفنلنديين هذه التقنية خلال حرب لبلاند الفنلندية، مما تسبب في اعتراف زملائه من جراحي العظام بهذه التقنية على نطاق واسع بعد أن أثبتت نجاحها بالمقارنة بالتقنيات التقليدية التي كانت مستخدمة آنذاك، ونظراً لظروف الحرب فقد حُرِمت طريقة كونتشر هذه من الخروج من ألمانيا واقتصر استخدامها ـ بعد الاعتراف بصلاحيتها ـ على الجيش الألماني الذي استخدمها بكثافة في علاج الجنود لإعادتهم إلى ميادين القياس في زمن قياسي للغاية مقارنة بالأساليب التقليدية التي سادت قبل استخدام مسمار كونتشر النخاعي. ولم يعرف العالم هذه التقنية بشكل واسع إلا عندما عاد أسرى الحرب الذين كانوا محتجزين في ألمانيا وفي أرجل بعضهم ذلك المسمار النخاعي المصنوع من الصلب.
كان مسمار كونتشر قاسياً وكان شكل قطاعه العرضي مثلثاً وكان يستخدم للحفاظ على وضعية صحيحة للعظام المكسورة لحين التئامها.
وعن اختراع كونتشر هذا، قال البروفيسور فيشر سنة 1944: «إن هذا العلاج العملي للكسور باستخدام مسمار، أي طريقة كونتشر، لهو ـ في نظري ـ ثورة عظيمة سوف تغزو العالم».

## روابط خارجية
- غيرهارد كونتشر على موقع مونزينجر (الألمانية)